# Швейцарія в Наполеонівську епоху
Під час французьких революційних війн французькі армії, просуваючись на схід до Австрії, перетинали територію Швейцарської конфедерації. 1798 року Швейцарію було повністю захоплено французами та перейменовано на Гельветійську республіку, яка надалі на фоні війни другої коаліції стикнулася із серйозними економічними та політичними проблемами. 1798 року країна стала полем битви революційних війн, кульмінацією яких стали битви під Цюрихом 1799 року.
1803 року наполеонівський Акт про медіацію відновив Швейцарську конфедерацію та суверенітет кантонів, а колишні асоційовані члени та підвладні території Ааргау, Тургау, Граубюнден, Санкт-Галлен, Во і Тічино стали рівноправними кантонами.
Віденський конгрес 1815 року відновив незалежність Швейцарії та визнав її нейтралітет. У цей час територію Швейцарії було востаннє збільшено за рахунок нових кантонів Вале, Невшатель і Женева.
Реставрація відзначилася розрухами та боротьбою сільського населення проти гніту міських центрів, наприклад у ході Цюрихського путчу 1839 року.

## Падіння старого порядку
В останні роки Старого порядку прогресуючі конфлікти по всій Конфедерації через протистояння аристократичних міст селянам-фермерам, протестантів католикам і чвари кантонів відволікли увагу тагзатцунгу. Заснований 1790 року в Парижі кількома вигнанцями з Во та Фрібуру Гельветійський клуб став центром поширення ідей французької революції у західній частині Конфедерації. Протягом наступних восьми років у Швейцарії спалахнула низка успішних повстань: 1790 року Нижній Вале повстав проти верхніх округів, у 1791 році Порантрюї повстав проти єпископа Базеля і в листопаді 1792 року оголосив себе Рауракською республікою, 1793 року відбулося повстання у французькому департаменті Мон-Терібль, 1795 року Санкт-Галлен успішно повстав проти князя-абата. Ці повстання надихалися і підтримувалися Францією, але французька армія не брала участі в бойових діях проти конфедерації.
Однак після успіху французів у війні першої коаліції (1792—1797) проти армій Пруссії й Австрії настав час для прямих дій проти аристократичного Ancien Régime у Швейцарії. 1797 року за підтримки Франції повстали залежні від Трьох Ліг райони К'явенни, Вальтелліни й Борміо, які були швидко захоплені та 10 жовтня 1797 року приєднані до Цизальпійської республіки. У грудні того ж року єпископство Базеля було окуповано й анексовано. 9 грудня 1797 року член гельветійського клубу з кантону Во Фредерік Сезар Лагарп попросив Францію вторгнутися до Берну для захисту цього регіону. Побачивши шанс позбутися феодального сусіда та одержати багатство Берну, Франція погодилася. До лютого 1798 року французькі війська зайняли Мюлуз і Біль, тоді як інша армія увійшла у Во та проголосила Леманську республіку. Збори в паніці розпалися, не вживши жодних заходів, щоб запобігти подальшому розвитку подій. 5 березня війська увійшли до Берна, залишеного союзниками та ослабленого внутрішніми чварами. Коли цей осередок аристократичної партії потрапив до рук революціонерів, стара конфедерація розпалася.

## Гельветійська Республіка

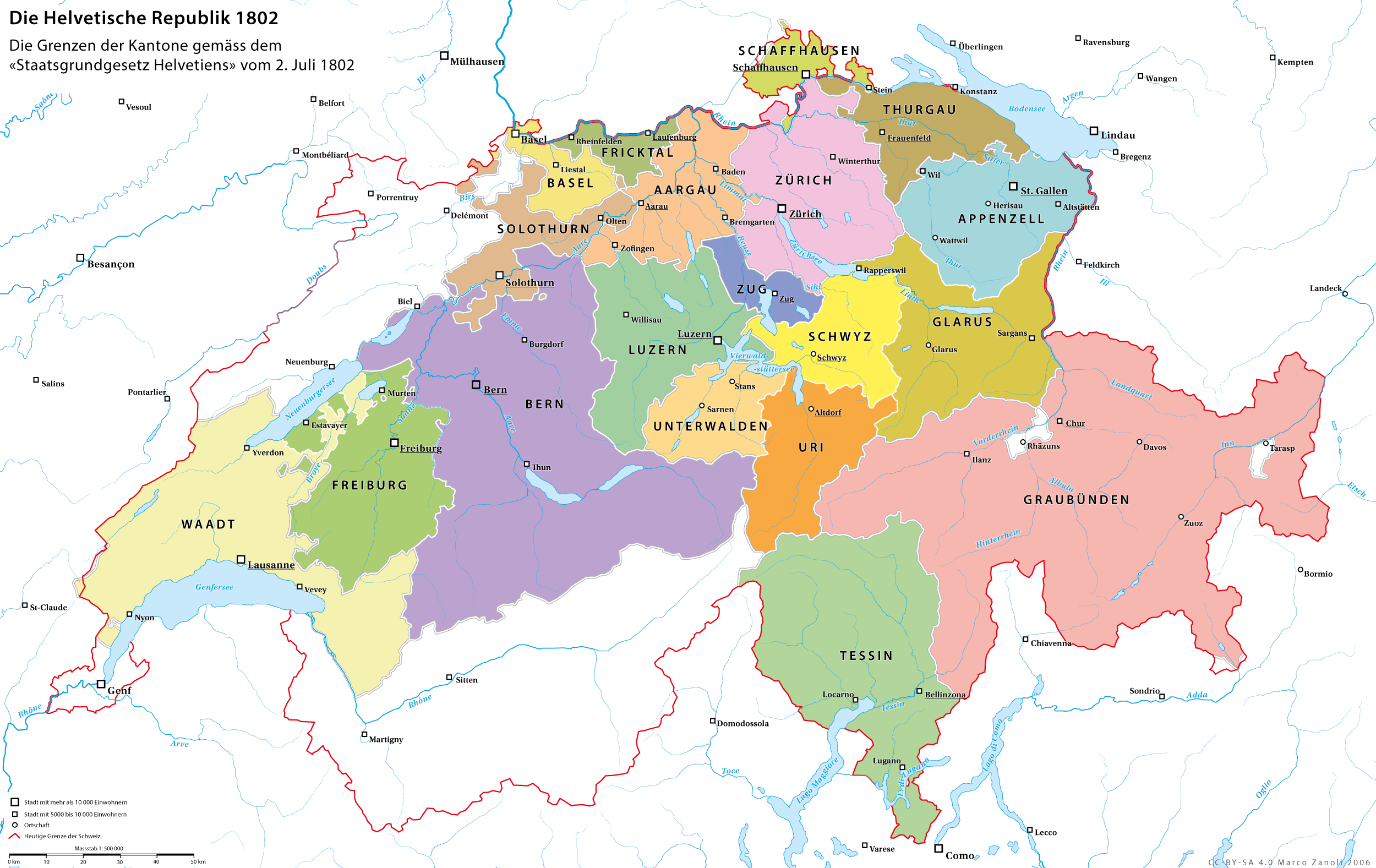
Гельветійська Республіка в кордонах, встановлених конституцією від 25 травня 1802 року.

12 квітня 1798 року 121 кантональний депутат проголосив Гельветійську Республіку. Нова влада знищила суверенітет кантонів і феодальні права, французький окупаційний корпус підтримував створення централізованої держави на засадах ідей французької революції.
Раніше кожен кантон володів повним суверенітетом над своєю територією чи територіями. Централізованої влади було мало, а питання, що стосувалися країни загалом, обмежувалися зібранням ведучих представників кантонів на зборах.
Конституція Гельветійської Республіки була розроблена головним чином магістратом із Базеля Петером Оксом. Він заснував центральний двопалатний законодавчий орган, до якого увійшли Велика рада (по 8 членів на кантон) і Сенат (по 4 члени на кантон). Виконавча влада, відома як Директорія, складалася з 5 членів. Конституція також встановлювала фактичне швейцарське громадянство, а не тільки громадянство кантону за народженням. Зі швейцарським громадянством прийшла абсолютна свобода оселятися в будь-якому кантоні, політичні громади тепер складалися з усіх жителів, а не тільки з бюргерів. Однак громадська земля й власність лишилися в руках колишніх місцевих бюргерів, яких було об'єднано в бюргергемайнди.
Жодної загальної згоди щодо майбутнього Швейцарії не існувало. Керівні групи розділилися на унітаристів, що прагнули об'єднання республіки, і федералістів, які являли собою стару аристократію та вимагали повернення до кантонального суверенітету. Почастішали спроби організації державного перевороту, і новій владі для виживання довелось покладатися на підтримку французів, які, розграбовуючи численні міста і села, лише ускладнювали становище країни.
Багато швейцарських громадян противилося цим «прогресивним» ідеям, особливо в центральних районах країни. Деякі з найбільш спірних аспектів нового режиму обмежували свободу віросповідання, що обурило багатьох найнабожніших громадян. Відбулося декілька повстань: три лісові кантони (Урі, Швіц та Унтервальден) повстали на початку 1798 року, заколот було придушено у квітні й травні (Швіц), і серпні — вересні (Унтервальден).
Після повстання лісових кантонів деякі кантони було об'єднано, що знизило їхню антицентралістську ефективність у законодавчій владі. Урі, Швіц, Цуг та Унтервальден разом стали кантоном Вальдштеттен; Гларус і Зарганзерланд стали кантоном Лінт, а Аппенцелль і Санкт-Галлен разом стали кантоном Зентіс.

### Падіння республіки

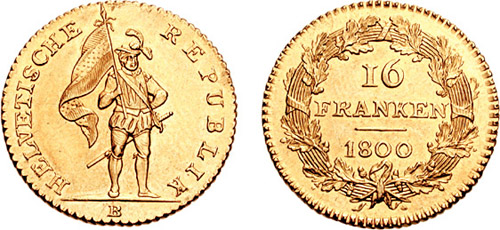
Монета 16 франків, що стала першою національною монетою Швейцарії.

Попри бойові дії, що велися на території республіки, нестабільність у ній досягла піку в 1802—1803 роках і вилилася в громадянську війну, кульмінацією якої стала так звана Війна палиць — повстання федералістів проти Гельветійської Республіки влітку та восени 1802 року. Разом з опором на місцях, фінансові проблеми призвели до колапсу держави та евакуації уряду до Лозанни. За чотири роки свого існування республіка ухвалила шість конституцій.
Перший консул Франції Наполеон Бонапарт запросив у Париж на перемовини обидві сторони конфлікту. 19 лютого 1803 року було затверджено Акт про медіацію, що відроджував кантони та конфедеративний устрій Швейцарії.
Період Гельтветійської Республіки в історії Швейцарії є дуже неоднозначним. Вперше за свою історію Швейцарія об'єдналася та зробила крок до федералізму, а місцеве населення ідентифікувало себе як один народ, а не просто жителі окремих кантонів. Для низки кантонів (Во, Тургау, Тічино) цей період ознаменував політичну свободу від влади інших кантонів, тоді як для низки інших кантонів (Берн, Нідвальден, Швіц) — воєнну поразку й окупацію. 1995 року федеральний парламент країни ухвалив рішення не відзначати 200-ті роковини формування республіки, але дозволив окремим кантонам відсвяткувати цю подію, за наявності бажання.

## Акт про медіацію (1803—1815)
Після відступу французьких військ у липні 1802 року Гельветійська Республіка розвалилася, і Наполеон вирішив утихомирити прихильників колишнього ладу та республіканців актом про медіацію.
Було відновлено тринадцять кантонів старої конфедерації, до яких долучилось шість нових (Санкт-Галлен і Граубюнден раніше були асоційованими членами союзу, а Ааргау, Тургау, Тічино, Во —  територіальними надбаннями XV і XVI століть).
Акт надавав кожному з кантонів власну конституцію, у Федеральному акті (Acte Fédéral) описувалися відносини між ними та повноваження Федеральних зборів. У ньому шість кантонів з населенням понад 100 тис. осіб (Берн, Цюрих, Во, Санкт-Галлен, Граубюнден й Ааргау) мали по два голоси, інші кантони — по одному. Засідання відбувалися у Фрібурі, Берні, Золотурні, Базелі, Цюриху та Люцерні. У демократичних кантонах відновили народні парламенти чи ландсгемайнди, в інших випадках влада перебувала в руках вищої ради (законодавчої) чи малої ради (виконавчої). Привілейовані класи бюргерів і підвладні землі були скасовані, і кожен швейцарець отримав свободу пересування та проживання по всій території конфедерації..
Однак невдовзі даровані Францією права стали порушуватися. У 1806 році князівство Невшатель було передано маршалу Бертьє, Тічино з 1810 року було окуповано французами, а Вале з цього ж року, з метою забезпечення контролю над перевалом Сімплон, стало однойменним французьким департаментом. У 1805 році парламент замінив свободу пересування на ценз 10 років проживання на одному місці, також призупинилася гарантія дотримання політичних прав.
Коли з 1812 року влада Наполеона почала слабшати, Швейцарія почала відчувати загрозу з боку Австрії, яка підтримала реакціоністську партію. Вторгнувшись 21 лютого 1813 року, австрійці змусили парламент скасувати конституцію 1803 року.
6 квітня 1814 року були скликані так звані Довгі збори для зміни конституції, але вони не діяли до 12 вересня, доки Во, Невшатель і Женева не отримали статус повноправних членів союзу. До Віденського конгресу Зборам вдалося досягти небагато.